# Adelheid Seeck
Adelheid Seeck (* 3. November 1912 in Berlin; † 17. Februar 1973 in Stuttgart) war eine deutsche Schauspielerin.

## Leben
Sie erhielt Ballettunterricht bei Max Terpis und trat ab 1933 als Tänzerin auf. Nach privatem Schauspielunterricht gab sie ihr Debüt 1939 an der Schlesischen Landesbühne in Bunzlau. Ab 1940 spielte sie, bis zur allgemeinen Theatersperre im Herbst 1944, am Berliner Staatstheater bei Gustaf Gründgens. Sie stand 1944 in der Gottbegnadeten-Liste des Reichsministeriums für Volksaufklärung und Propaganda.
Nach Kriegsende nahm sie ihre Bühnenarbeit am Theater der Stadt Heidelberg wieder auf, ab 1948 spielte sie an den Städtischen Bühnen Düsseldorf wieder bei Gustaf Gründgens, zuletzt war sie als freie Schauspielerin tätig.
Die dunkelhaarige, vornehm-zurückhaltend wirkende Seeck übernahm ab 1941 Hauptrollen und größere Nebenrollen beim Film. Für ihre Darstellung der Sylvia Angermann in Teufel in Seide erhielt sie 1956 als beste weibliche Nebenrolle ein Filmband in Silber. Mehrmals verkörperte sie eine Prinzessin oder Gräfin wie in dem Filmdrama Mädchen in Uniform (1958). Im selben Jahr stand sie an der Seite von Ewald Balser, der einen Professor verkörperte, in dem Film mit dem bezeichnenden Titel Ohne Mutter geht es nicht vor der Kamera. 
Adelheid Seecks Grab befindet sich auf dem Waldfriedhof von Stuttgart-Degerloch.

## Filmografie
- 1941: Leichte Muse
- 1944: Tierarzt Dr. Vlimmen
- 1945: Die Brüder Noltenius
- 1948: Leckerbissen
- 1950: Drei Mädchen spinnen
- 1952: Der Tag vor der Hochzeit
- 1953: Einmal kehr’ ich wieder
- 1955: Reifende Jugend
- 1956: Teufel in Seide
- 1956: Anastasia, die letzte Zarentochter
- 1957: Vater, unser bestes Stück
- 1957: Die Letzten werden die Ersten sein
- 1958: Schmutziger Engel
- 1958: Mädchen in Uniform
- 1958: Ohne Mutter geht es nicht
- 1959: Der Rest ist Schweigen
- 1960: Der Fehltritt
- 1960: Der letzte Zeuge
- 1961: Zu jung für die Liebe?
- 1961: Mein Mann, das Wirtschaftswunder
- 1961: Wer sind Sie, Dr. Sorge? (Qui êtes-vous, Monsieur Sorge?)
- 1963: Das Kriminalmuseum (Fernsehserie) – Die Nadel
- 1964: Wartezimmer zum Jenseits
- 1965: Das Feuerzeichen (Fernsehfilm)
- 1965: Mädchen hinter Gittern
- 1970: Mein Freund Harvey
- 1971: Chopin-Express
- 1972: Ornifle oder Der erzürnte Himmel